# Kentucky Township (comté de Madison, Arkansas)
Kentucky Township est l'un des vingt et un townships inactifs du comté de Madison, en Arkansas, aux États-Unis,.

### Source de la traduction
- (en) Cet article est partiellement ou en totalité issu de l’article de Wikipédia en anglais intitulé « Kentucky Township, Madison County, Arkansas » (voir la liste des auteurs).